# Apamea geminea
Apamea geminea är en fjärilsart som beskrevs av Felix Bryk 1948. Apamea geminea ingår i släktet Apamea och familjen nattflyn. Inga underarter finns listade i Catalogue of Life.